# Lesches van Pyrrha
Lesches van Pyrrha (Oudgrieks Λέσχης / Léskhês), geboren te Pyrrha of Mytilini, op het eiland Lesbos, was een Grieks dichter van verhalen over de Trojaanse Oorlog. Hij leefde waarschijnlijk van het eind van de 8e eeuw v.Chr. tot het begin van de 7e eeuw v.Chr.. Pausanias beschouwt hem als de zoon van Eschylinos (X 25.5.).
Zijn hoofdwerk, De Kleine Ilias ( / Iliàs Mikrá), wilde een vervollediging van de Ilias zijn, dat de gebeurtenissen verhaalt tussen de dood van Achilles en de inname van Troje.
- Gemeinsame Normdatei: 102397228
- Nederlandse Thesaurus van Auteursnamen: 069746974
- Système universitaire de documentation: 190389451
- Virtual International Authority File: 17614363